# Aptosimum gossweileri
Aptosimum gossweileri là một loài thực vật có hoa trong họ Huyền sâm. Loài này được Skan mô tả khoa học đầu tiên năm 1906.